# (35765) 1999 HR8
1999 HR8 (asteroide 35765) é um asteroide da cintura principal. Possui uma excentricidade de 0.19248370 e uma inclinação de 1.37952º.
Este asteroide foi descoberto no dia 17 de abril de 1999 por LINEAR em Socorro.